# Tilakiopsis trishulantha
Tilakiopsis trishulantha är en svampart som beskrevs av V. Rao 1994. Tilakiopsis trishulantha ingår i släktet Tilakiopsis, divisionen sporsäcksvampar och riket svampar.   Inga underarter finns listade i Catalogue of Life.